# Vida y muerte de Jeremy Bentham
"The Life and Death of Jeremy Bentham" es el séptimo episodio de la quinta temporada de la serie de televisión Lost, de la cadena ABC. Fue escrito por los productores ejecutivos Damon Lindelof y Carlton Cuse, y dirigido por Stephen Williams. Fue emitido el 25 de febrero de 2009 en Estados Unidos y Canadá.

## Trama
El episodio se inicia en un momento desconocido del tiempo, después de que el vuelo 316 de Ajira se ha estrellado en la isla, cerca de la Estación La Hidra. Un sobreviviente del choque, Caesar (interpretado por Saïd Taghmaoui) encuentra en la Estación Hydra varios documentos y una escopeta de cañones recortados debajo de una mesa que servía como escritorio. Él es interrumpido por Ilana (interpretada por Zuleikha Robinson), quien le informa que encontró a otro superviviente: John Locke. Locke le explica a Ilana que lo último que recuerda es que estaba muriendo. 
La narración va a un flashback, inmediatamente después de que Locke abandonó la isla en el episodio "This Place is Death". A finales de 2007, Locke despierta en un desierto en Túnez donde lo llevan a un hospital local en el cual lo visita Charles Widmore, quien le cuenta que varios años antes, Ben lo desterró de la isla desde su comando de Los Otros y lo engañó para apartarlo de la isla. 
Widmore se compromete a ayudar Locke a reunir a Los Seis del Oceanic para que retornen a la isla y designa a Matthew Abaddon para que apoye a Locke. 
Sayid, Hugo y Kate rehúsan regresar a la isla. Locke además visita a Walt Lloyd pero decide no pedirle a él que regrese porque ya ha tenido que pasar por demasiado. La conversación de Locke con Kate lo lleva a buscar a su exnovia Helen Norwood para luego enterarse de que murió ya de un aneurisma. En el cementerio, Abaddon es tiroteado y muere, tras lo cual Locke huye, pero es víctima de un accidente en la calle y es llevado al hospital, donde encuentra a Jack a quien de nuevo invita a regresar y le informa que antes de partir vio vivo a su padre Christian Shephard. Luego Locke va a un motel donde intenta ahorcarse. Ben aparece y habla con Locke y tras conocer su plan para recibir asesoría de Eloise Hawking para regresar a la isla, Ben mata a Locke estrangulándolo y lo hace parecer un suicidio. Luego se apodera del anillo de matrimonio de Jin.
El episodio regresa a la isla donde Locke descubre que Ben también ha sobrevivido del choque del vuelo 316.